# Langwerpige slangenhalsschildpad
De langwerpige slangenhalsschildpad (Chelodina oblonga) is een schildpad uit de familie van de slangenhalsschildpadden (Chelidae).

## Naam en indeling
De wetenschappelijke naam van de soort werd voor het eerst voorgesteld door John Edward Gray in 1856. Later werd de soort tot de niet meer erkende geslachten Macrochelodina en Macrodiremys gerekend. De schildpad wordt vaak door elkaar gehaald met Chelodina rugosa als gevolg van taxonomische verwarringen in het verleden. De langwerpige slangenhalsschildpad heeft verschillende wetenschappelijke namen gehad, waaronder Chelodina colliei en Chelodina siebenrocki. Deze laatste soort is ook in Nederlandstalige literatuur terug te vinden als Siebenrocks slangenhalsschildpad, terwijl het eigenlijk dezelfde soort betreft.
De soortaanduiding oblonga betekent letterlijk vertaald 'langwerpig'.

## Uiterlijke kenmerken
De langwerpige slangenhalsschildpad bereikt een schildlengte van maximaal veertig centimeter en heeft een langwerpig schild dat relatief smal is. De schildkleur is lichtbruin tot bijna zwart, een duidelijke vlekkentekening ontbreekt meestal. Het schild is aan de achterzijde duidelijk breder dan aan de voorzijde. De wervelschilden hebben een groef op het midden, het voorste wervelschild is het grootst en naar achteren toe worden de schilden kleiner en smaller. Het voorste wervelschild is verbreed aan de voorzijde en het achterste is verbreed aan de achterzijde. De marginaalschilden aan de achterzijde kunnen soms wat omhoog gekromd zijn. Heel oude dieren hebben een glad rugschild terwijl jongere exemplaren kleine rimpeltjes op het schildoppervlak bezitten.
Het buikschild heeft een gele kleur, mannetjes hebben een holler buikschild in vergelijking met vrouwtjes. De plastronformule is: intergulair > femoraal > pectoraal > abdominaal > anaal > humeraal > gulair. De kop en poten hebben een overwegend groengrijze kleur, aan de nek zijn ronde uitsteekseltjes aanwezig. De lengte van de nek bedraagt ongeveer driekwart van de schildlengte tot zelfs even lang als het schild en kan niet worden teruggetrokken. De kop is groot en bol en enigszins afgeplat, aan de keel zijn vaak baarddraden aanwezig maar het aantal kan variëren. Mannetjes zijn van vrouwtjes te onderscheiden door een langere en dikkere staart.

## Levenswijze
De vrouwtjes worden geslachtsrijp als ze een schildlengte van 21 centimeter bereiken, de kleinere mannetjes bij een schildlengte van 14 cm. De vrouwtjes zetten tot drie nesten af die drie tot zestien witte, langwerpige eieren bevatten. Deze komen na ongeveer zes tot 7,5 maanden uit, afhankelijk van de omstandigheden. Opmerkelijk is dat vrouwtjes hun eieren soms afzetten in de modder van ondiepe wateren, waarbij de eieren tot wel een half jaar tijd onder water komen te liggen. Pas als het water opdroogt begint de embryonale ontwikkeling. Dit is van geen enkele andere schildpad bekend. Het aantal eieren varieert tussen 9 tot 21, het zijn er meestal twaalf. De eieren zijn ongeveer 31 tot 36 millimeter lang en 18 tot 24 mm breed, de uitsluipende juvenielen hebben een schildlengte van ongeveer drie centimeter.\
Als de schildpad wordt verstoord, wordt een gele vloeistof afgescheiden uit klieren bij de pootoksels. Dit komt ook bij andere schuilpadden, maar de vloeistof van de langwerpige slangenhalsschildpad heeft geen sterk ruikende geur. Op het menu staan vissen, kikkervisjes en ongewervelde dieren zoals waterwantsen, garnalen, waterroofkevers en libellenlarven.

## Verspreiding en habitat
De schildpad komt endemisch voor in Australië, en dan alleen in het zuidwesten van het continent in de staat West-Australië. Veel bronnen vermelden dat de schildpad juist in noordelijk Australië en Nieuw-Guinea voor zou komen, wat een gevolg is van eerder genoemde taxonomische onduidelijkheden. De habitat bestaat waarschijnlijk uit permanente wateren zoals rivieren en moerassen. Er wordt vermoedelijk geen zomerslaap gehouden.

## Beschermingsstatus
Door de internationale natuurbeschermingsorganisatie IUCN is de beschermingsstatus 'gevoelig' toegewezen (Near Threatened of NT).